# L'allievo modello
L'allievo modello è un film documentario del 2002 diretto da Stefano Mordini.
"L'allievo modello" è l'Argentina, paese che fino alla grave crisi economica del dicembre del 2001 era considerata dal Fondo Monetario Internazionale il paese dove sperimentare le più spinte ricette economiche neoliberiste.

## Trama
Il ministro dell'Economia Roberto Lavagna e il governatore della Banca centrale Aldo Pignanelli spiegano le origini della crisi e le strategie governative. Il giornalista Horacio Verbitsky spiega come la corruzione della classe dirigente abbia portato il paese alla rovina. Il premio Nobel Adolfo Pérez Esquivel ricostruisce la storia dell'Argentina fino ai giorni nostri.

## Produzione
Stefano Mordini dirige il documentario scritto in collaborazione con la giornalista di Internazionale Liliana Cardile, inviata speciale in Argentina.